# Ivan Stepanovitch Laval
Jean-François, comte de Laval de La Loubrerie, dit Ivan Stepanovitch Laval, est un militaire et diplomate franco-russe, né le 4 octobre 1761 à Marseille et mort le 19 avril 1846 à Saint-Pétersbourg.

## Biographie
Jean-François de Laval de La Loubrerie est le fils de Jean Raymond Laval, négociant et banquier à Marseille puis à Paris, et de Jeanne Madeleine Fesquet.
Officier au régiment de Berchény hussards en 1785, il émigre sous la Révolution et rejoint l'armée de Condé en 1792 puis passe capitaine au service de la Russie.
Il prête de l'argent au futur Louis XVIII durant son séjour à Mittau, qui le récompense par un titre de comte le 21 décembre 1814, titre reconnu en Russie en 1817 et confirmé par ordonnance de Louis XVIII.
Devenu diplomate, il est conseiller privé et chambellan à la cour de Russie en avril 1819.

## Sources
- Béatrice de Tredern, J'ai servi quatre tsars, Jean de Laval de La Loubrerie, émigré français, 1761-1846, 2019
- Anne Mézin, Vladislav Rjéoutski, Les Français en Russie au siècle des Lumières : dictionnaire des Français, Suisses, Wallons et autres francophones en Russie de Pierre le Grand à Paul Ier, Centre international d'étude du XVIIIe siècle, 2011